# Palmarés da BDC Marcpol
A equipa ciclista profissional polaca BDC Marcpol (e suas anteriores denominações), tem tido nos últimos anos as seguintes vitórias:

## BDC

### 2011

#### Circuitos Continentais UCI
| Datas       | Circuito                     | Carreiras                           | Ganhador           |
| 18 de junho | UCI Europe Tour de 2010-2011 | 3ª etapa do Tour de Malopolska      | Robert Radosz      |
| 9 de julho  | UCI Europe Tour de 2010-2011 | 3ª etapa do Tour da República Checa | Dariusz Baranowski |
| 28 de julho | UCI Europe Tour de 2010-2011 | 2ª etapa do Dookola Mazowsza        | Robert Radosz      |
| 30 de julho | UCI Europe Tour de 2010-2011 | 4ª etapa do Dookola Mazowsza        | Mateusz Komar      |
| 30 de julho | UCI Europe Tour de 2010-2011 | Dookola Mazowsza                    | Robert Radosz      |

## BDC-Marcpol

### 2012

#### Circuitos Continentais UCI
| Datas          | Circuito                     | Carreiras                        | Ganhador           |
| 25 de julho    | UCI Europe Tour de 2011-2012 | 1ª etapa do Dookola Mazowsza     | Adam Wadecki       |
| 27 de julho    | UCI Europe Tour de 2011-2012 | 3ª etapa do Dookola Mazowsza     | Jarosław Kowalczyk |
| 18 de agosto   | UCI Europe Tour de 2011-2012 | Puchar Ministra Obrony Narodowej | Damian Walczak     |
| 11 de setembro | UCI Europe Tour de 2011-2012 | 3.ª etapa do Volta à Bulgária    | Damian Walczak     |

### 2013

#### Circuitos Continentais UCI
| Datas         | Circuito                     | Carreiras                                                       | Ganhador         |
| 25 de julho   | UCI Africa Tour 2012-2013    | 7ª etapa do Volta a Marrocos                                    | Mateusz Komar    |
| 1 de maio     | UCI Europe Tour de 2012-2013 | Memóriał Andrzeja Trochanowskiego                               | Konrad Dabkowski |
| 28 de junho   | UCI Europe Tour de 2012-2013 | 3.ª etapa da Carreira da Solidariedade e dos Campeões Olímpicos | Konrad Dabkowski |
| 26 de julho   | UCI Europe Tour de 2012-2013 | 4ª etapa do Dookola Mazowsza (CRE)                              | BDC-Marcpol      |
| 27 de julho   | UCI Europe Tour de 2012-2013 | Dookola Mazowsza                                                | Marcin Sapa      |
| 4 de setembro | UCI Europe Tour de 2011-2012 | 5.ª etapa da Volta à Bulgária                                   | Marcin Sapa      |